# Yu Xin
Yu Xin, född 23 februari 1977, är en friidrottare från Kina. Hon deltog vid olympiska sommarspelen 2000.